# 中国铁路25C型客车

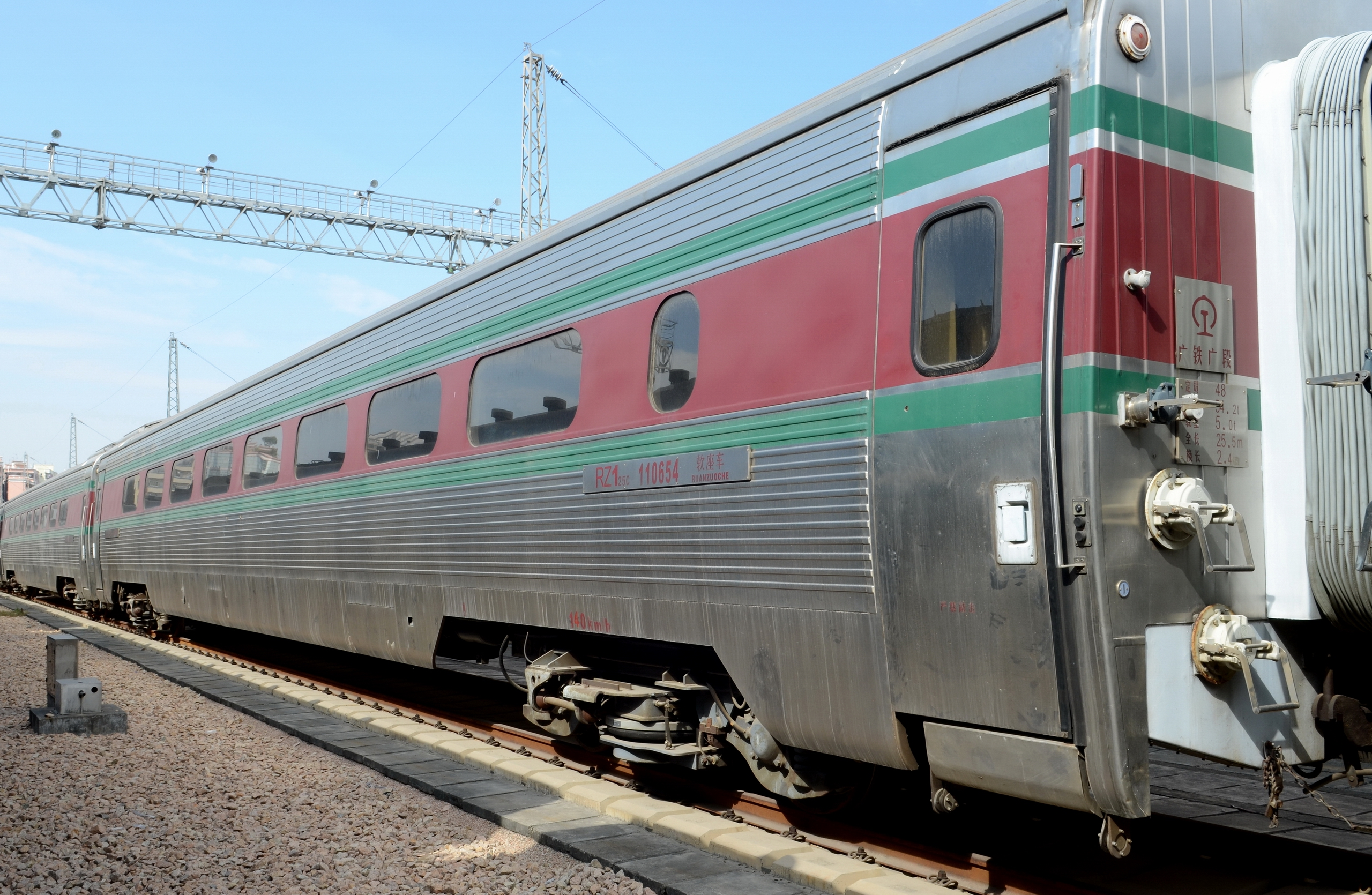
25C型客车一等软座车

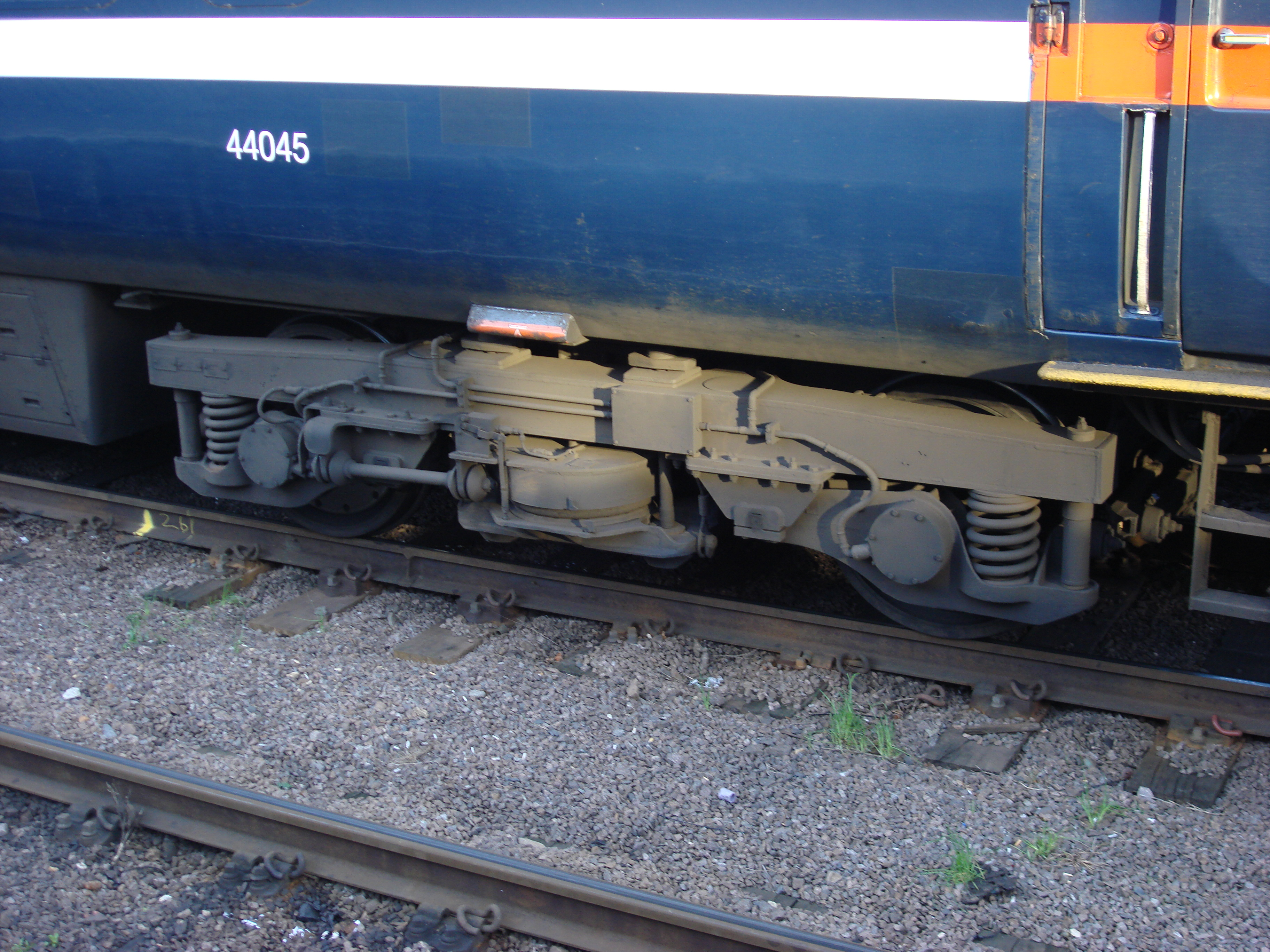
英国的BT-10型转向架

25C型客车，是中国铁路的客车型号之一。25C型客车是中国和韩国合作制造的准高速型客车。

## 概要
25C型客车是铁道部于二十世纪九十年代中期与韩国合作为广深铁路设计的高速客车，与韩国合作的主要原因是同时引进不锈钢车体的制造技术。1994年，双方签订合同。客车由长春轨道客车和韩国韩进重工业合作生产，在1994年至1995年间共制造30辆，包括8辆一等软座车、18辆二等软座车（内有两辆为二等软座播音车）、两辆餐车及两辆空调发电车。设计最高运行时速为200公里，是当时中国铁路唯一的200km/h级别高速客车车厢，也是中国首次在铁路客车上使用鼓形车体结构，车辆外观与韩国国内的客车相似。车体由不锈钢制作，根据合同内容，韩进重工负责不锈钢车体的设计，及组装其中27辆车；而长客负责及组装两辆二等软座车与一辆二等软座播音车，和提供200km/h级别的高速转向架，也就是CW-2A和CW-1A型转向架（CW代表 Changchun Works、长春工厂）。这两种转向架是仿制自英国引进的BT-10型转向架，其中CW-1A型的中央悬挂采用钢簧和油压减振器，供空调发电车使用；CW-2A型的中央悬挂为空气弹簧和可变节流阀，用于其他车辆。空调发电车装设全车故障自检测监控系统，能集中监测全列车车门开关状况、轴温和具有自动报警、提供故障处理程序等功能。25C型客车全部使用茶色玻璃和可集中控制或单独控制的自动车门，通过台端门为自动感应控制门，采用气密式风档。车内设有自动电茶炉和首次出现在中国铁路客车的集便式厕所，以及信息显示装置等。适用环境为-20度—40度地区。25C型客车在当时是中国铁路最先进的铁路客车。
另外，由于每节25C型客车造价高达1000万元人民币（一节由BSP原厂生产的25T型客车约600万左右，而一节由南车四方生产的25T型客车更只需约400万左右），成本过高，因此之后并没有继续建造，数量不多。

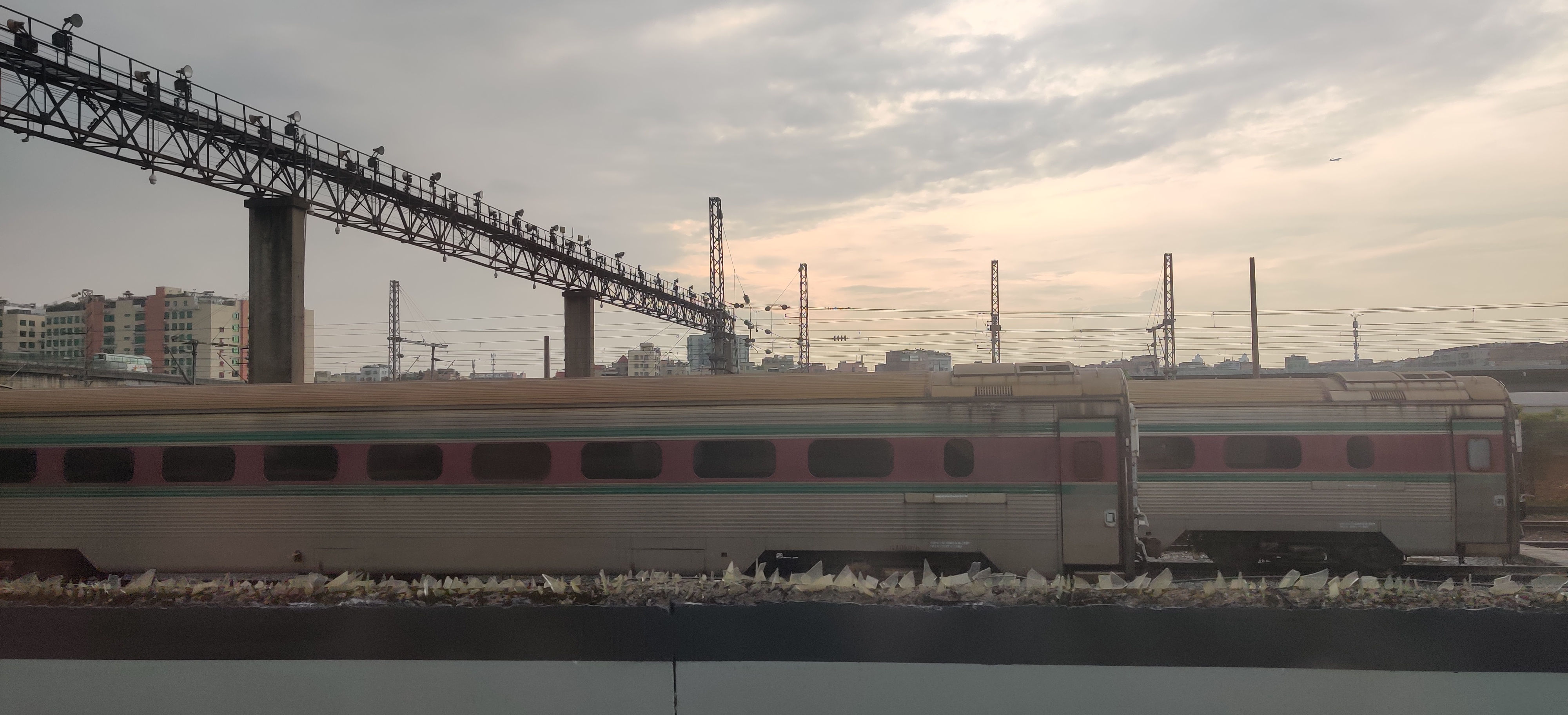
存放于广州的报废的25C型客车

## 车内布局
25C型客车的一等软座车（RZ1 25C）是包厢车，设有八个包间，每个包间有六个座席，定员48人。而二等软座车（RZ2 25C）采用每排2+2的座位布局，没有包厢，定员72人，带播音间的二等软座车定员为64人。

## 技术参数
| 车种                 | 25C型客车                                                             |
| -------------------- | --------------------------------------------------------------------- |
| 定员                 | 一等软座车：48 二等软座车：72 / 64（带广播室） 餐车：36 空调发电车：4 |
| 构造速度             | 200km/h                                                               |
| 最大运营速度         | 160km/h，2008年8月31日起改为140km/h                                   |
| 车辆长度             | 25500 mm 空调发电车：23580 mm                                         |
| 车体高度             | 4050 mm                                                               |
| 车辆阔度             | 3100 mm                                                               |
| 转向架               | 空调发电车：CW-1A 软座车与餐车：CW-2A                                 |
| 供电制式             | 发电车集中供电：AC380/220V交流电 发电机组功率为 2*480 千瓦            |
| 制动                 | 104型电控制动控制阀，盘式制动                                         |
| 水箱                 | 850L上水箱                                                            |
| 车钩                 | 15C号                                                                 |
| 连挂通过最少曲线半径 | 145m                                                                  |
| 采暖                 | 空调+电热                                                             |

## 车辆运用历史

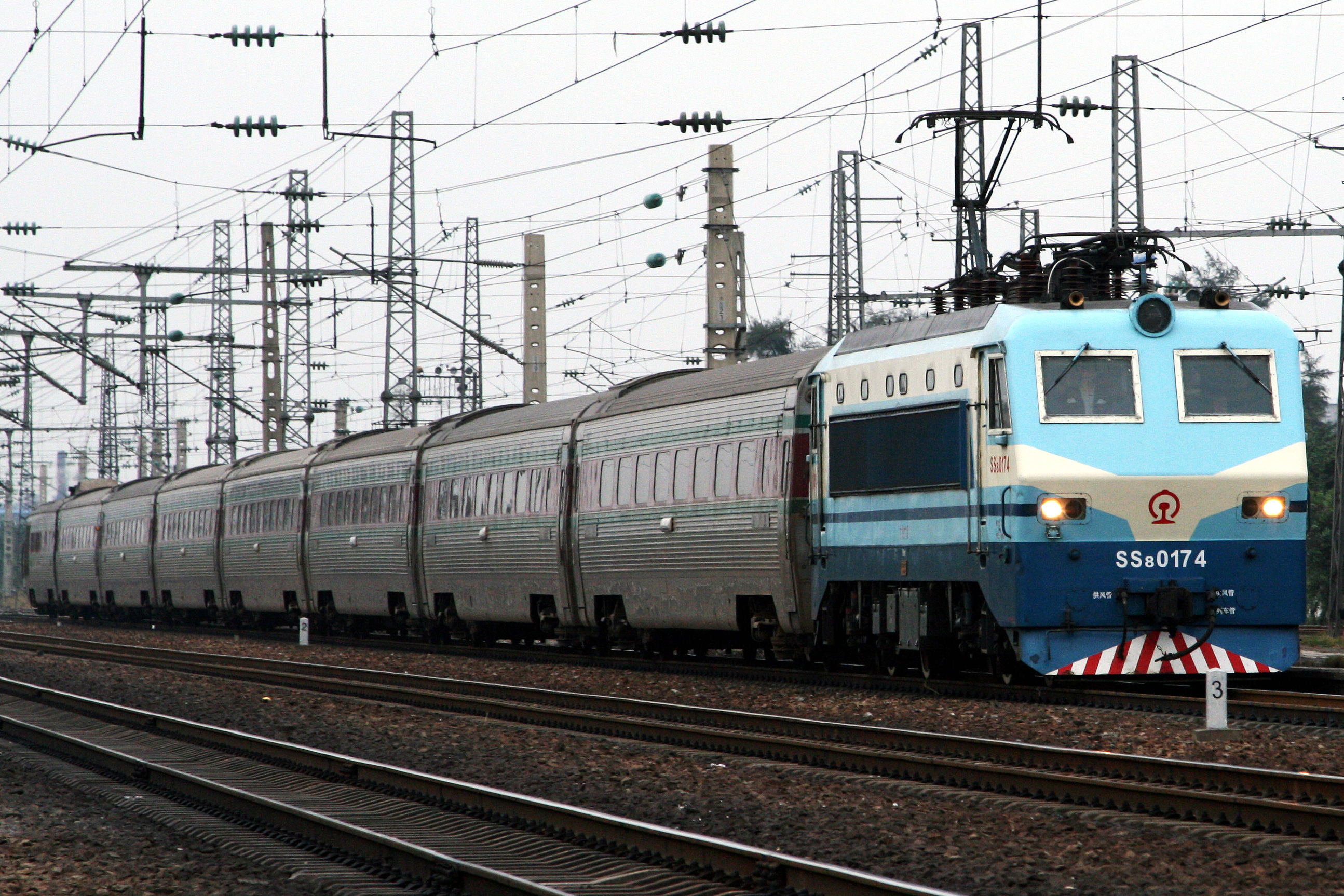
由韶山8型电力机车牵引的25C型客车

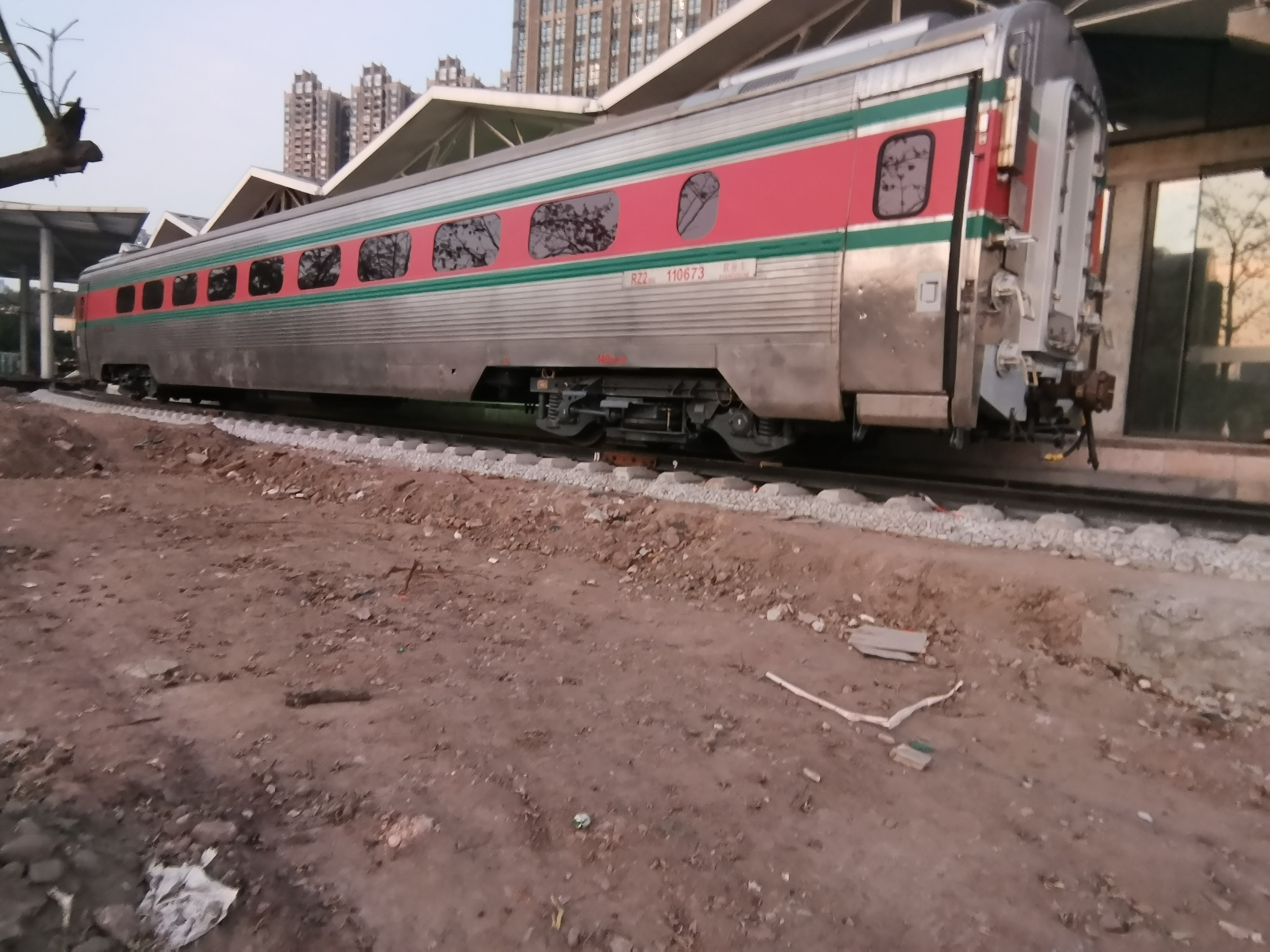
在广州铁路博物馆收藏的25C软座车

在完成一连串试验后，25C型客车于1998年配属给广州铁路集团（今中国铁路广州局集团有限公司）并开始在广深线运营，30节车厢组合成两组车底，担当每天四对的广深城际准高速列车，使用东风11型柴油机车牵引。至2000年10月21日，中国铁路实施第四次大提速后，25C型客车用作运行来往香港和佛山、肇庆之间的直通车，以替代旧有的25B型软座车。2002年间曾调拨一组25C车底担当长沙 - 武昌间的T101/102次列车，但由于25C型客车的注水方式与其他客车不同，于是又再使用25Z型客车替换。2004年起，其中一组仍然用于肇九直通车，另外一组用于开行韶关—广州—深圳的“丹霞号”列车，车次分别为T351/352/353/354、T761/762/763/764。直到2007年中国铁路第六次大提速前，25C型客车退出运营，车底封存在广州车辆段（石牌）和广州客技站，后来部分车底放置于深圳笋岗客技站。至2020年12月，RC25C-110673号车厢送往广州铁路博物馆（原广州南站），作为该博物馆的户外展品之一，曾一度放置后于2022年年初移出。

## 车辆问题

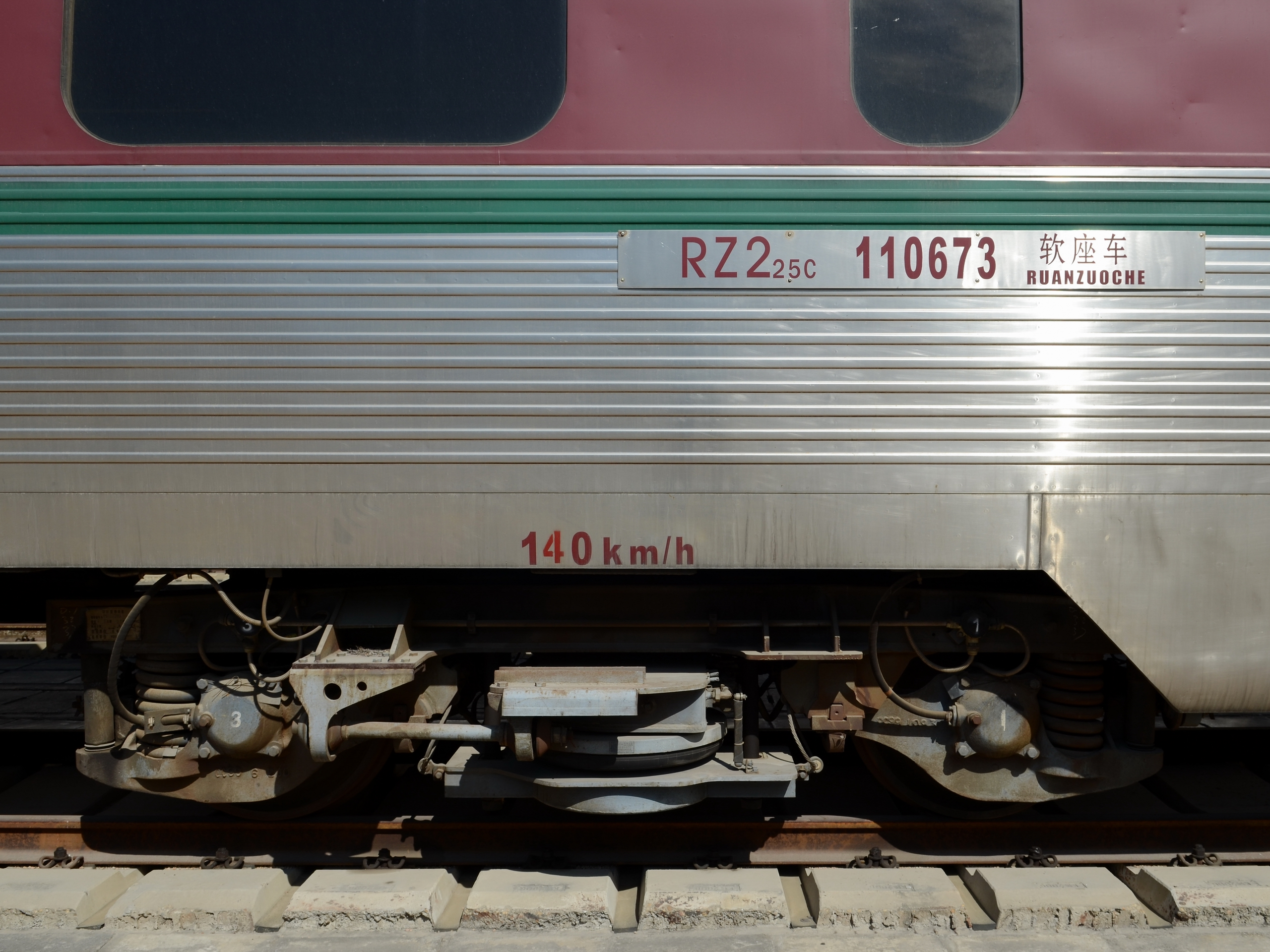
25C型客车转向架

两款长客设计的CW系列转向架，在实际使用中发现在高速运行的表现和构架强度都有所不足，曾经有25C型客车装用的CW-2A转向架在运用时构架折断，某些同样使用CW系列转向架的25K型客车也出现牵引拉杆折断、轴箱弹性定位节点橡胶熔化等各项问题，所以在后来更将运行时的最大运行速度一直限制在160km/h。
根据铁道部运装客车[2008]431号文件《关于明确各型客车标记速度的通知》的规定，为确保客车运行安全，自2008年8月31日起，所有25C型车辆标记速度涂打为140km/h，即代表车辆最大运行速度为140km/h。